# 研磨
研磨（けんま、研摩、英: Polishing）とは、機械的エネルギーを用いて行う加工である機械加工の一種である。砥粒と呼ばれる細かい粒子を被加工材にのせ、その上から工具を高い圧力で押し込み、断続的に多数回こする事によって表面部分を削り、平滑にしていく加工法である。

## 特徴
研磨は工具に一定の圧力を与えて加工を行っており、このような方式を圧力転写方式という。圧力転写方式は一度加工をすると被加工材の形状の修正が困難であるという欠点がある一方で、一般的な加工法に比べ仕上げ面の粗さや加工品質に優れている。また、圧力転写方式は被加工材に工具が追随して動くため、振動や高温による工具の変化といった外乱の影響を受けづらいという利点もある。一般的に研磨加工は、使用する砥粒と工具の有無によって固定砥粒加工法、遊離砥粒加工法、自由砥粒加工法に分類される。
各加工法の特徴 
固定砥粒加工法
砥粒と工具が一体となった砥石や研磨ベルトなどを被加工材に直接押し付け、加工を行う。制御がしやすい、作業環境に優れるといった長所があるが、目づまり(砥粒間に切り屑が詰まる)現象が起こりやすいという問題点がある。代表的な加工法として超仕上げ(superfinishing)、ホーニング(honing)、ベルト研削(belt grinding)、テープ研削(tape finishing)などが上げられる。
遊離砥粒加工法
砥粒と工具が分離している、研磨加工で最も一般的な加工法である。目づまり現象も起きにくく、加工面を精度良く仕上げることができるが、加工速度が遅いという欠点がある。砥粒の種類によって粗研磨のラッピング(lapping)と仕上げ研磨のポリシング(polishing)に分けられる。
自由砥粒加工法
工具を必要とせず、砥粒を吹き付けるといった方法で加工を行う。表面処理やバリ取りに適しているが、寸法や形状の精度が悪い。代表的な加工法として噴射加工(blasting)、バレル研磨(barrel finishing)、粘弾性流動研磨(viscoelastic abrasive flow polishing)などが上げられる。